# Jean Auréal
Jean Francois Marie Auréal (Versailles, 28 mei 1941 - Mantes-la-Jolie, 19 april 1985) was een Frans motorcoureur. Hij is eenmalig Grand Prix-winnaar in het wereldkampioenschap wegrace.

## Carrière
In 1964 debuteerde Auréal in het wereldkampioenschap wegrace toen hij zich inschreef voor de 125 cc-race in zijn thuisland; hij kwalificeerde zich hier echter niet voor. Het daaropvolgende seizoen wist hij zich wel te kwalificeren voor zijn thuisrace; op een Moto Morini werd hij achtste in de 250 cc-klasse. In 1967 schreef hij zich in voor de 250 cc-race in Frankrijk op een Aermacchi, maar kwam hierin niet aan de finish.
Auréal behaalde zijn eerste success in de motorsport toen hij in 1968 de 350 cc-klasse van het Franse Inter-kampioenschap won. Hij won dat jaar drie races op het Autodrome de Linas-Montlhéry en een in Bourg-en-Bresse. Ook reed hij dat jaar races in vier WK-klasses. In de 125 cc, 250 cc en 350 cc reed hij in Italië op een Aermacchi; hij kwam enkel in de 125 cc aan de finish op de zestiende plaats. In de 500 cc-klasse reed hij, eveneens voor Aermacchi, in België, maar haalde de eindstreep niet.
In 1969 werd Auréal wederom kampioen in het Franse Inter-kampioenschap: ditmaal won hij zowel de 125 cc-, de 250 cc- als de 350 cc-klasses. Daarnaast behaalde hij in het WK wegrace zijn enige Grand Prix-overwinning in de 125 cc-race in Frankrijk voor Yamaha. In datzelfde evenement kwam hij ook tot scoren in de 250 cc-klasse met een achtste plaats, terwijl hij in deze klasse ook vijfde werd in België. In 1970 behaalde hij zijn vijfde Franse Inter-titel in de 350 cc. In het WK wegrace scoorde hij in de 125 cc-klasse voor Yamaha twee WK-punten met een negende plaats in zijn thuisrace. In de 250 cc-klasse reed hij drie races, met een veertiende plaats in België als zijn beste resultaat.
In 1971 stopte Auréal als motorcoureur. Op 19 april 1985 overleed hij op 43-jarige leeftijd.